# Arrondissement nord-est (Maastricht)
L’arrondissement nord-est, en néerlandais stadsdeel Noord-Oost, est un des cinq arrondissements de Maastricht.
Il se subdivise en plusieurs quartiers. Ces quartiers sont : Amby, Beatrixhaven, Borgharen, Itteren, Limmel, Meerssenhoven, Nazareth, Wyckerpoort, et Wittevrouwenveld.
Auparavant, certains étaient des communes indépendantes avant leur annexion à celle de Maastricht.

## Sources